# Peter Kirby
Peter Murray Kirby, detto Pete (Montréal, 17 dicembre 1931), è un ex sciatore alpino e bobbista canadese, campione olimpico nel bob a quattro a Innsbruck 1964 e campione iridato nella medesima specialità a Sankt Moritz 1965.

## Biografia

### Carriera sciistica
Iniziò la sua carriera sportiva nello sci alpino, conquistando un titolo nazionale juniores nel 1953. L'anno seguente entrò nella nazionale canadese e partecipò a competizioni universitarie fino al 1956.

### Carriera bobbistica
Venne indirizzato verso il bob dai fratelli Emery e nel 1959 prese parte ai Mondiali di Sankt Moritz, assistito da Eugenio Monti che in quella competizione vinse l'oro nel bob a due.
Praticare questa specialità invernale in Canada, però, all'epoca non era semplice: il Comitato Olimpico Canadese infatti rifiutava di accogliere la disciplina nella propria organizzazione e conseguentemente non presentò alcun atleta alle Olimpiadi di Squaw Valley 1960 nel bob. Per i propri allenamenti Kirby fu quindi costretto a spostarsi a Lake Placid, negli Stati Uniti.
Riuscì a prendere parte a una sola edizione dei Giochi olimpici invernali, Innsbruck 1964, in cui arrivò quarto nella gara del bob a due con Victor Emery e, nonostante le sole quattro discese di pratica che il team canadese poté disputare rispetto alle altre nazionali che si allenavano da settimane sul tracciato, vinse la medaglia d'oro nel bob a quattro insieme ai fratelli Victor e John Emery e a Douglas Anakin.
Ai Mondiali dell'anno successivo disputatisi sulla pista di Sankt Moritz riuscì a bissare la vittoria nella gara a quattro, assieme a Victor Emery, Gerald Presley e Michael Young.

### Altre attività
Conclusa la carriera agonistica lavorò come geologo e divenne inoltre un uomo d'affari.

## Palmarès

### Bob

#### Olimpiadi
- 1 medaglia:
  - 1 oro (bob a quattro a Innsbruck 1964)

#### Mondiali
- 1 medaglia:
  - 1 oro (bob a quattro a Sankt Moritz 1965)

### Sci alpino

#### Campionati canadesi juniores
- 1 medaglia[1][2]:
  - 1 oro (nel 1953)